# 帕拉科塔湖 (皮查卡尼區)
16°25′0.7″S 70°17′02″W / 16.416861°S 70.28389°W
帕拉科塔湖（Lake Paracota），是秘魯的湖泊，位於該國東南部普諾大區，由普諾省的皮查卡尼區負責管轄，處於胡庫馬里尼湖東南面，海拔高度4,512米。